# René Weiler
René Weiler (Winterthur, 13 de septiembre de 1973) es un exfutbolista y entrenador de fútbol suizo que jugaba de defensa. Actualmente dirige al D. C. United de la Major League Soccer.

## Trayectoria
Su carrera en los banquillos empezó en su país, entrenando al FC St. Gallen, Grasshopper Club Zürich sub-16, F. C. Schaffhausen y F. C. Aarau.
En 2014 firmó por el 1. F. C. Nürnberg, tras la destitución del francés Valérien Ismaël. El nuevo preparador del equipo de la segunda alemana estaba sin trabajo desde mediados de 2013.
En 2016 firmó por el R. S. C. Anderlecht y llegó a un acuerdo para dirigir al club belga durante las dos siguientes temporadas. A pesar de haber ganado la Pro League en la primera de ellas y la Supercopa en el inicio de la segunda, fue destituido en la 7.ª jornada.
Tras un paso por el F. C. Lucerna, en agosto de 2019 fue nombrado técnico del Al-Ahly egipcio. Con este equipo ganó la Supercopa y la Liga Premier de Egipto y tras su marcha estuvo más de un año sin dirigir hasta que para 2022 fue contratado por el Kashima Antlers.
En la temporada 2023-24 fichó por el Servette F. C. Llevó al club a ganar la Copa de Suiza por primera vez en 23 años y al finalizar la campaña dejó el puesto de entrenador para ocupar el de director deportivo. No obstante, el 25 de mayo de 2025, el club anunció que habían acordado rescindir su contrato de mutuo acuerdo.
El 16 de julio de 2025, fue confirmado como entrenador del D. C. United.

## Clubes

### Como jugador
| Club             | País  | Año       |
| ---------------- | ----- | --------- |
| F. C. Winterthur | Suiza | 1990-1993 |
| F. C. Aarau      | Suiza | 1993-1994 |
| Servette F. C.   | Suiza | 1994-1996 |
| F. C. Zürich     | Suiza | 1996-1998 |
| F. C. Winterthur | Suiza | 1998-2001 |

### Como entrenador
| Club                | País           | Año           |
| ------------------- | -------------- | ------------- |
| St. Gallen sub-21   | Suiza          | 2006-2007     |
| Grasshoppers sub-16 | Suiza          | 2008-2009     |
| F. C. Schaffhausen  | Suiza          | 2009-2011     |
| F. C. Aarau         | Suiza          | 2011-2014     |
| 1. F. C. Nürnberg   | Alemania       | 2014-2016     |
| R. S. C. Anderlecht | Bélgica        | 2016-2017     |
| F. C. Lucerna       | Suiza          | 2018-2019     |
| Al-Ahly             | Egipto         | 2019-2020     |
| Kashima Antlers     | Japón          | 2022          |
| Servette F. C.      | Suiza          | 2023-2024     |
| D. C. United        | Estados Unidos | 2025-presente |

## Palmarés

### Como entrenador

#### Títulos nacionales
| Título                 | Club                | País    | Año     |
| ---------------------- | ------------------- | ------- | ------- |
| Pro League             | R. S. C. Anderlecht | Bélgica | 2016-17 |
| Supercopa de Bélgica   | R. S. C. Anderlecht | Bélgica | 2017    |
| Supercopa de Egipto    | Al-Ahly             | Egipto  | 2019    |
| Liga Premier de Egipto | Al-Ahly             | Egipto  | 2019-20 |
| Copa de Suiza          | Servette F. C.      | Suiza   | 2023-24 |